# Mikhaïl Ielizàrov
Mikhaïl Iúrievitx Ielizàrov (rus: Михаи́л Ю́рьевич Елиза́ров, (Ivano-Frankivsk, RSS d'Ucraïna, 28 de gener de 1973) és un escriptor rus, guanyador dels premis literaris Booker rus (per la novel·la El bibliotecari) i Bestseller Nacional (per la novel·la Terra).

## Biografia
Mikhaïl Ielizàrov va néixer a Ivano-Frankivsk, en la família d'un metge i d'una enginyera. El 1982, la seva família es va traslladar a Khàrkiv, on l'escriptor va viure fins al 1992. Aquí es va graduar a la Facultat de Filologia de la Universitat de Khàrkiv i a l'escola de música (classe vocal d'òpera). Va treballar a diversos diaris locals, va començar la seva carrera literària com a poeta. El 2001 es va traslladar a Hannover, Alemanya, on va estudiar direcció de cinema a una escola de cinema. Al mateix temps treballà com a director i càmera. El 2003-2007 va viure i treballar a Berlín. Els darrers anys ha viscut a Moscou. És casat i té una filla.

## Carrera literària
El 2001, l'editorial russa Ad Marginem va publicar una col·lecció de novel·les curtes titulada Nogti, rus: Ногти ("Ungles"), que immediatament va captar l'atenció dels mitjans de comunicació i la crítica. La col·lecció inclou 24 relats curts i una novel·la del mateix títol, els personatges principals dels quals són dos alumnes que posseeixen capacitats paranormals, però estudien en un internat per a nens amb malalties mentals. La història va quedar preseleccionada per al premi literari Andrei Beli. El crític literari rus Lev Danilkin de la revista Afixa va aclamar la col·lecció com el millor debut de l'any.
La següent novel·la d'Elizàrov, Pasternak (2003), va provocar una controvertida polèmica entre els crítics russos. En aquesta sàtira anti-liberal i anti-sectària, el poeta Borís Pasternak és representat en forma de dimoni que "enverina" les ments de la intel·liguèntsia amb les seves obres. Alguns crítics van classificar el llibre com a "brossa", "una novel·la malaltissa". La crítica literària Al·la Latínina escrigué a Novi mir, que la novel·la té "una trama sense pretensions, més aviat de cultura popular". La revista Kontinent, en la seva revisió de la crítica literària va escriure que "quan el marró es posa de moda, els seus fans apareixen als cercles literaris", tot qualificant l'autor de NG-Ex libris Lev Pirogov, que va parlar positivament sobre la novel·la, com a "un ideòleg de mentalitat nazi". A més, la revista assenyalava que el fil conductor de les crítiques era "la crisi dels valors liberals, l'entrada a l'arena dels enemics de la llibertat".
D’altra banda, el crític Vladímir Bondarenko al diari Zavtra va elogiar molt la novel·la: "Aquí es mostrava la venjança russa desenfrenada en plena esplendor, com a resposta a totes les humiliacions i insults de la nació russa, el personatge rus, la fe russa i el somni rus ... A través de tot un conjunt de tècniques literàries d'avantguarda, a través de la filologia del text i la densa erudició del jove escriptor, no inferior ni a Umberto Eco o Milorad Pavić, trobem una aferrissada defensa dels valors espirituals indestructibles del poble rus". Lev Danilkin va etiquetar la novel·la com a "pel·lícula d'acció filosòfica ortodoxa".
El 2007 es va publicar la novel·la d'Elizàrov El bibliotecari, rus: Библиотекарь, Bibliotékar, que el desembre del 2008 li va valer el Premi Booker rus[ El protagonista de la novel·la s’assabenta que diversos llibres de l'oblidat escriptor soviètic Dmitri Gromov tenen propietats místiques, i que diversos grups de lectors lliuren una ferotge lluita per ells. Com va assenyalar Anna Kuznetsova a la revista Znàmia, "la prosa de Mikhaïl Elizàrov sembla evolucionar com la de Vladímir Sorokin: de l'escandalosa escandalització a la ficció intel·lectualment rica".
Després de gairebé sis anys de "silenci", Mikhaïl Ielizàrov va publicar un nou llibre l'octubre del 2019. Amb el títol Terra, rus: Земля, Zemlià, la nova novel·la és la primera reflexió a gran escala sobre el "Tànatos rus". Com assenyala l'escriptor i crític rus Andrei Astvatsatúrov a la seva crítica, "Elizarov sembla haver escrit la seva millor novel·la fins ara. Inspirador i alhora magistral, madur, mesurat i ben pensat des del primer fins a l'últim paràgraf Malgrat la gran quantitat de text, aquest llibre és només la primera part de la novel·la Terra, titulada L'excavador, rus: Землекоп, Zemlekop". La trama es desenvolupa al voltant del protagonista que treballa en el negoci funerari de la Rússia moderna i coneix una misteriosa jove coberta de tatuatges.
El crític literari rus Viktor Toporov caracteritza Elizarov com un dels dos o tres escriptors visionaris contemporanis de la literatura russa (juntament amb Vladímir Xarov i Saixa Sokolov)

## Carrera musical
Paral·lelament a les seves activitats literàries, Mikhail Elizarov també interpreta cançons de composició pròpia.Fins al 2020, la discografia de Ielizàrov constava d'onze àlbums.

## Obres literàries
- Prosa / Проза (novel·la, contes) / Khàrkiv: "Torsing", 2000, ISBN 966-7661-35-0
- Ungles / Ногти (novel·la, contes) / Moscou: Ad Marginem, 2001, ISBN 5-93321-023-4
- Pasternak (novel·la) / Moscou: Ad Marginem, 2003, ISBN 5-93321-062-5
- Film roig / Красная плёнка (contes) / Moscou: Ad Marginem, 2005, ISBN 5-93321-107-9
- El bibliotecari / Библиотекарь (novel·la) / Moscou: Ad Marginem, 2007, ISBN 978-5-91103-006-3
- Cubs / Кубики (contes) / Moscou: Ad Marginem, 2008, ISBN 978-5-91103-037-7
- Dibuixos animats / Мультики (novel·la) / Moscou: AST, 2010, ISBN 978-5-17-065809-1
- Burattini. El feixisme ha passat / Бураттини. Фашизм прошёл (assaigs) / Moscou: AST, 2011, ISBN 978-5-17-074598-2, 978-5-271-36619-2
- Vam sortir a fumar durant 17 anys ... / Мы вышли покурить на 17 лет… (contes) / Moscou: Astel, 2012, ISBN 978-5-271-45074-7
- Terra / Земля (novel·la) / Moscou: AST, 2019, ISBN 978-5-17-118544-2

## Premis
- 2001 - Finalista del Premi Andrei Beli per la col·lecció de contes Ungles.[19]
- 2008 - Premi Booker rus (2008) per la novel·la El bibliotecari.[20]
- 2011 - Finalista del Premi Bestseller nacional per la novel·la, Dibuixos animats.[21]
- 2014 - Guardonat amb el premi "NOS" a la nominació "Premi de la simpatia del lector" per la col·lecció de contes "Vam sortir a fumar durant 17 anys".[22]
- 2020 - Guanyador del Premi Bestseller nacional (2020) per la novel·la Terra.[23]

## Discografia
- 2010 — Quadern / Notebook[24]
- 2011 — El mal no és suficient / Зла не хватает
- 2011 — Sobre la cabra / Про козла
- 2012 — Enviaré / Запощу
- 2012 — Vam sortir a fumar durant 17 anys / Мы вышли покурить на 17 лет
- 2013 — La casa i les pintures / Дом и краски
- 2014 — Llibre de reclamacions / Жалобная книга
- 2015 — Ragnarök / Рагнарёк
- 2017 — En fang brillant / В светлом ахуе
- 2018 — El grunge del soldat / Солдатский гранж
- 2020 — Àlbum sectari / Сектантский альбом